# Małgorzata Suchacka
Małgorzata Karolina Suchacka, z domu Budniok (ur. 1973 r. w Katowicach) – polska socjolog, specjalizująca się w socjologii rozwoju oraz socjologii rozwoju regionalnego; nauczyciel akademicki związany z Uniwersytetem Śląskim w Katowicach.

## Życiorys
Studiowała socjologię na Uniwersytecie Śląskim. W 1997 roku zdobyła tytuł zawodowy magistra. W tym samym roku podjęła studia doktoranckie na macierzystej uczelni. W 2002 roku uzyskała stopień naukowy doktora nauk humanistycznych w zakresie socjologii o specjalności socjologia zmian społecznych, na podstawie pracy pt. Osobowość społeczna i proces transformacji. Studium z socjologii zmiany społecznej, której promotorem był prof. Marek Szczepański. W 2015 roku Rada Wydziału Nauk Społecznych Uniwersytetu Śląskiego nadała jej stopień naukowy doktora habilitowanego nauk społecznych w zakresie socjologii o specjalności socjologia rozwoju, na podstawie rozprawy nt. Transformacja regionu przemysłowego w kierunku regionu wiedzy. Studium socjologiczne województwa śląskiego oraz pomyślnie zdanego kolokwium habilitacyjnego.
Pracę naukowo-dydaktyczną na Uniwersytecie Śląskim rozpoczęła bezpośrednio po ukończeniu studiów najpierw na stanowisku asystenta, a następnie po uzyskaniu doktoratu adiunkta w Zakładzie Socjologii Rozwoju w Instytucie Socjologii. W 2012 została prodziekanem ds. kształcenia Wydziału Nauk Społecznych Uniwersytetu Śląskiego.
Zainteresowania naukowe Małgorzaty Suchackiej koncentrują się wokół zagadnień związanych z socjologią rozwoju oraz socjologią rozwoju regionalnego. Do jej najważniejszych publikacji należą: Wiedza w przedsiębiorstwie. Kapitał ludzki w zarządzaniu wiedzą, Tychy 2003 oraz Transformacja regionu przemysłowego w kierunku regionu wiedzy. Studium socjologiczne województwa śląskiego, Katowice 2014.